# Sinn Féin
Sinn Féin (Iers voor wijzelf [en niet zoals soms wordt vertaald wij alleen]), uitgesproken als: [ʃɪnʲ fʲeːnʲ] en soms afgekort als SF, is een nationalistische linksgeoriënteerde politieke partij die zowel in de Ierse Republiek als in Noord-Ierland actief is.

## Geschiedenis
De partij werd opgericht door Arthur Griffith in 1905 als een Ierse separatistische monarchistische beweging. Monarchistisch hield in dit verband in dat de partij streefde naar de opheffing van de Unie met Groot-Brittannië van 1800, zodat Ierland weer een eigen koninkrijk zou worden. Daarbij verwees de partij naar het voorbeeld van Hongarije dat door de vorming van de Dubbelmonarchie nog wel zijn koning met Oostenrijk deelde maar verder feitelijk onafhankelijk was geworden.
Sinn Féin was in feite helemaal niet betrokken bij de Paasopstand van 1916, maar de pers noemde het een Sinn Féin-opstand. Hoewel feitelijk onterecht stroomden nieuwe leden toe en werd de partij een jaar later, in 1917, overgenomen door de radicale nationalisten en werd zij voorvechter van een Ierse Republiek. Sinn Féin is vanaf dat moment bekend als een Iers-Republikeinse partij. Bij de laatste verkiezingen in Ierland voordat het land verdeeld werd in Noord-Ierland en de Vrijstaat, de latere Republiek Ierland, behaalde de partij de overgrote meerderheid van de Ierse zetels voor het Britse parlement.
Na de totstandkoming van de Vrijstaat raakte de partij in het zuiden zwaar verdeeld. De meerderheid van de partijleden had grote bezwaren tegen het verdrag met Groot-Brittannië waarbij de positie van Noord-Ierland feitelijk werd erkend. Deze tegenstanders van dat verdrag stichtten daarop een nieuwe partij: Fianna Fáil. In het zuiden werd Sinn Féin hierdoor een marginale factor.
In Noord-Ierland wist zij zich wel te handhaven. Het doel van de partij, hereniging van de twee gescheiden staten (Noord-Ierland en Ierland), bleek voor grote delen van de katholieke minderheid in het noorden, die in de praktijk tweederangsburgers waren, een aantrekkelijk perspectief.
Een veel gebruikte slagzin van Sinn Féin is Tiocfaidh ár lá!, dit betekent onze dag zal komen. Deze wapenspreuk werd als eerste gebruikt door Bobby Sands.
In tegenstelling tot andere Ierse nationalistische partijen in Noord-Ierland heeft Sinn Féin tot 1990 dreigen met geweld als strategie gebruikt. De partij heeft een sterke band met het Irish Republican Army en er wordt wel gezegd dat de partij de politieke tak is van deze paramilitaire organisatie.
Gerry Adams heeft een belangrijke rol gespeeld in de geschiedenis van de partij, en was tot 2018 partijleider in de Ierse republiek. In Noord-Ierland was Martin McGuinness partijleider tot eind 2016.
Hij was tevens vice-premier in de coalitieregeringen met de Democratische Unionistische Partij sinds 2007.

## Nieuw leiderschap
Eind 2016 werd McGuinness als partijleider in Noord-Ierland opgevolgd door Michelle O'Neill. Gerry Adams werd in 2018 opgevolgd door Mary Lou McDonald als partijleider in Ierland.
Sinn Fein behaalde onder leiding van O'Neill bij de verkiezingen voor de Assemblee voor Noord-Ierland van 2 maart 2017 27 van de 90 zetels, slechts 1 minder dan de grote rivaal DUP. De unionistische partijen hadden voor het eerst geen meerderheid meer in de Assemblee. Door de grote tegenstellingen tussen DUP en Sinn Féin duurde het tot januari 2020 voordat er een nieuwe coalitieregering voor Noord-Ierland kon worden gevormd. O'Neill werd hierin in vice-eerste minister.
Na het terugtreden van Adams en het aantreden van McDonald als partijleider behaalde Sinn Féin in eerste instantie teleurstellende resultaten bij de verkiezingen voor het Europees Parlement in 2019 en de Ierse lokale verkiezingen van 2019. Bij beide verkiezingen verloor de partij stemmen en zetels. De Sinn Féin kandidaat bij de Ierse presidentsverkiezingen van 2018 eindigde als een na laatste.
Bij de Britse Lagerhuisverkiezingen van 2019 wist Sinn Féin in Noord-Ierland het aantal van zeven zetels te behouden. Zoals gebruikelijk namen de gekozen Sinn Féin parlementariërs hun zetels in de Commons niet in omdat Sinn Féin de zeggenschap van het Britse parlement over Noord-Ierland niet erkent. Ook tijdens de stemmingen over Brexit, een onderwerp met grote impact op Ierland, hebben de Sinn Féin leden van het Lagerhuis hun zetels niet ingenomen.
De verkiezingen voor het Ierse Parlement van 8 februari 2020 betekenden de doorbraak van Sinn Féin in de Ierse nationale politiek die decennialang was gedomineerd door Fianna Fáil en Fine Gael. McDonald voerde campagne met een links-nationalistisch programma dat vooral bij jongere kiezers aansprak. Belangrijke punten waren investeren in betaalbare woningen en verhoging van belastingen voor multinationals. Daarnaast bleef ook hereniging van Ierland een speerpunt. De partij kreeg het grootste aantal eerste-keusstemmen en werd met 37 zetels de op een na grootste fractie in het parlement. In het verleden had de nauwe relatie tussen Sinn Féin en de paramilitaire organisatie IRA veel kiezers ervan weerhouden om op de partij te stemmen. Het feit dat McDonald, anders dan haar voorgangers, zelf nooit betrokken was geweest bij de IRA en pas na het Goedevrijdagakkoord lid was geworden van Sinn Féin werd gezien als een factor in de verkiezingswinst.
Na de verkiezingen vormden Fianna Fáil en Fine Gael gezamenlijk een coalitieregering, McDonald verklaarde dat Sinn Féin de meest effectieve oppositie ooit zou voeren.
Bij de verkiezingen voor de Noord-Ierse Assemblee op 5 mei 2022 behaalde Sinn Féin onder leiding van O'Neill 27 zetels, hetzelfde aantal als in 2017. Door zetelverlies van de DUP werden ze wel de grootste fractie. Het was voor het eerst sinds de Ierse onafhankelijkheid in 1921 dat in Noord-Ierland een nationalistische partij de verkiezingen won. Bij de lokale verkiezingen in Noord-Ierland in mei 2023  behaalde de partij 144 gemeenteraadszetels, een winst van 39. Daarmee is Sinn Féin ook op gemeentelijk niveau in Noord-Ierland voor het eerst de grootste partij. Omdat de DUP lange tijd weigerde een kandidaat vice-eerste minister te nomineren, duurde het tot februari 2024 voordat O'Neill formeel kon worden voorgedragen als de eerste Sinn Féin First Minister van Noord-Ierland.
Bij de Britse Lagerhuisverkiezingen 2024 behield de partij haar zeven zetels. Omdat de DUP drie zetels verloor, was Sinn Féin daarmee de grootste Noord-Ierse fractie in het Lagerhuis, hoewel de gekozen parlementariërs hun zetels zoals gebruikelijk niet innamen.

## Externe links

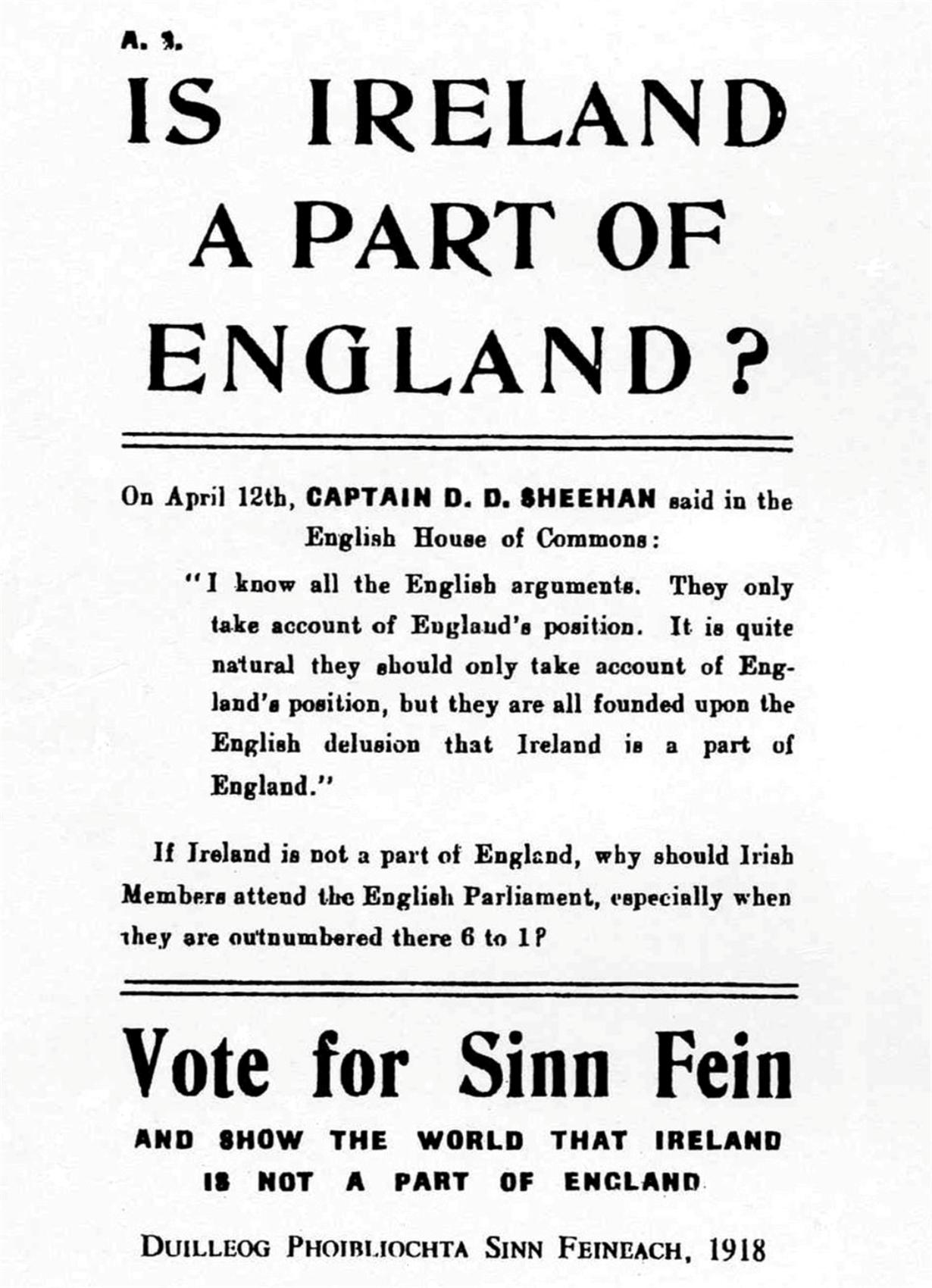
Sinn Féin verkiezingsposter 1918
Sinn Féin verkiezingsposter in Belfast, 2007
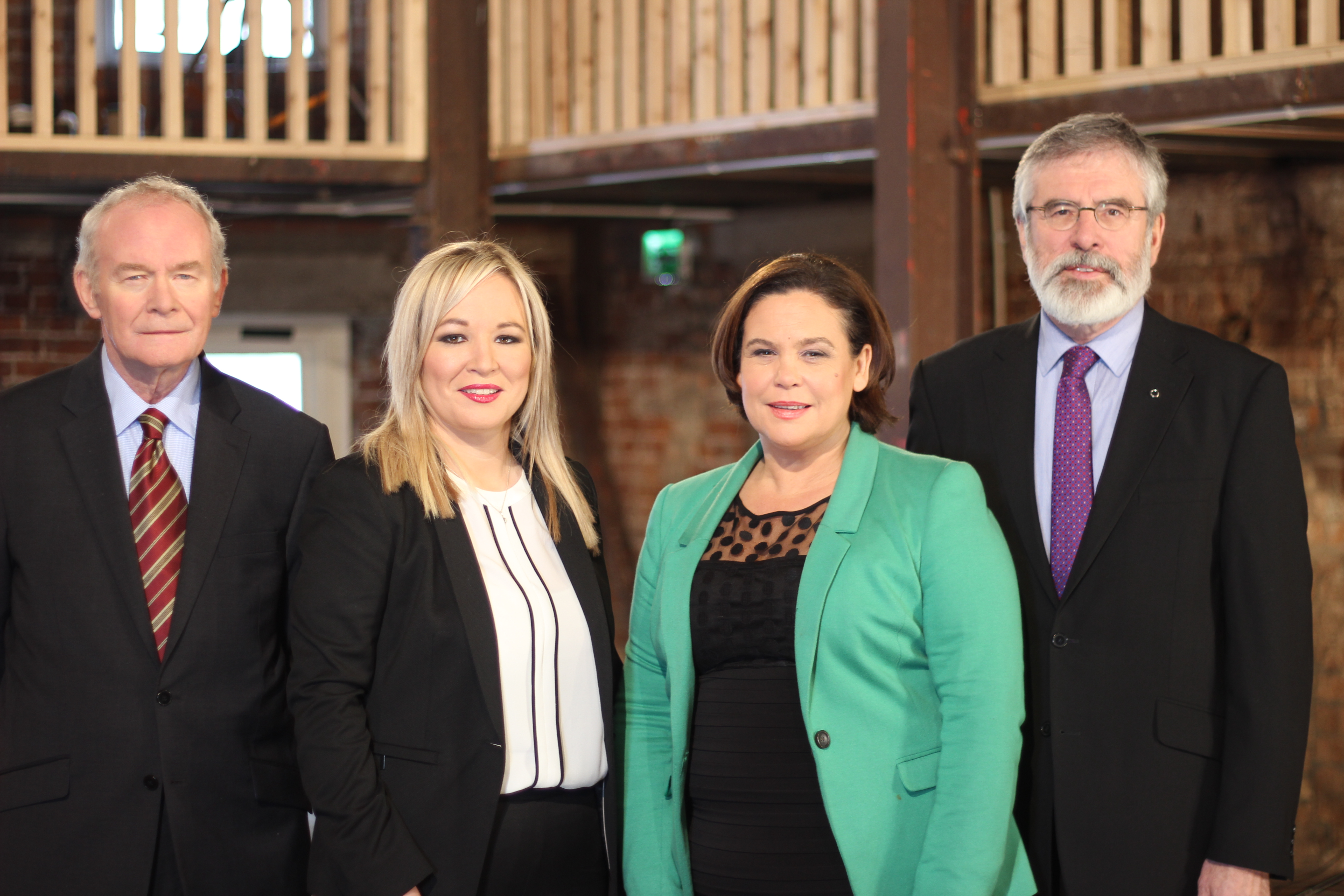
Martin McGuinness, Michelle O'Neill, Mary Lou McDonald and Gerry Adams, 2017
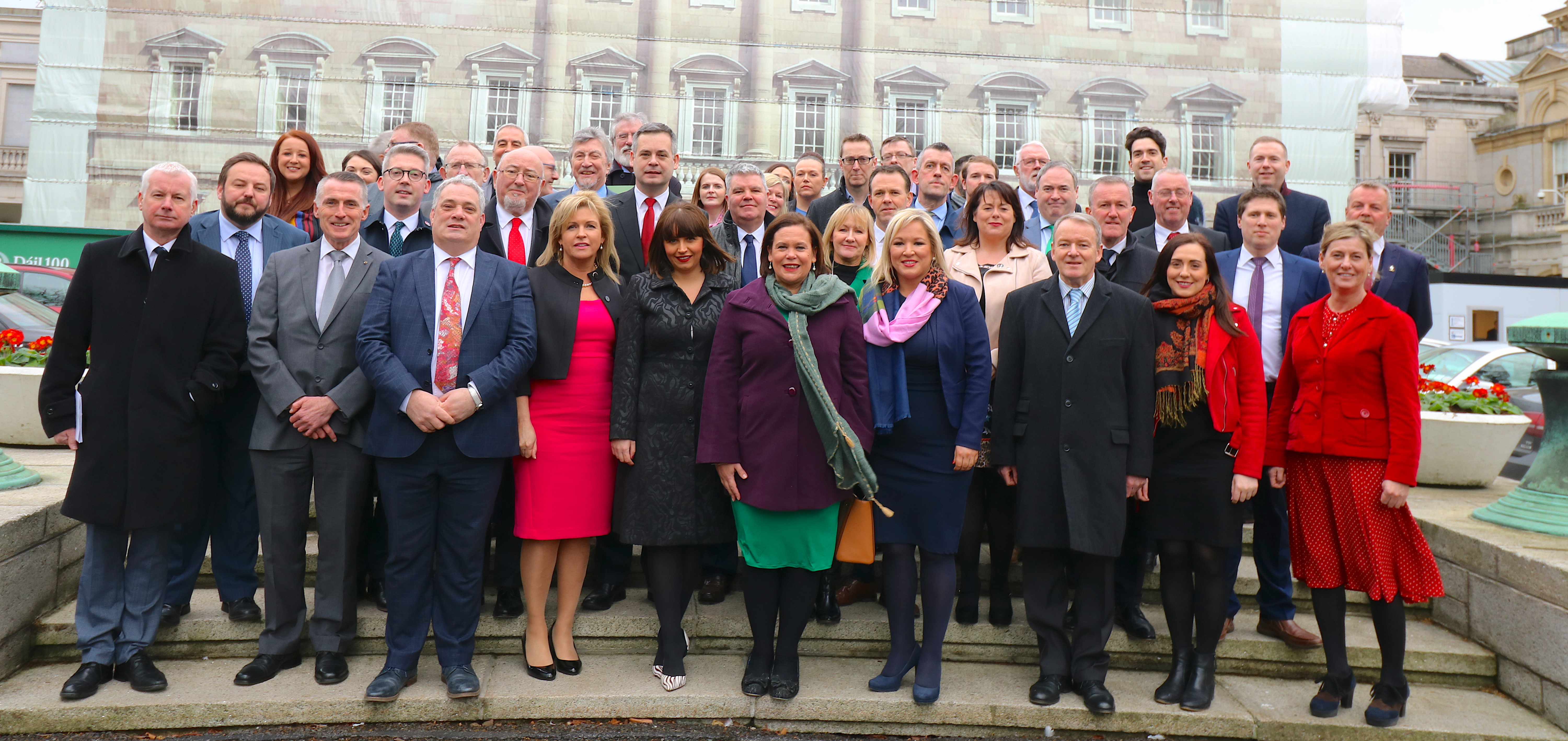
Sinn Fein leden van de Dáil Éireann, de Assemblee voor Noord-Ierland en het Britse Lagerhuis